# Oblast Cherson
De oblast Cherson (Oekraïens: Херсонська область, Chersons’ka oblast’) is een van de 25 oblasten (provincies) van Oekraïne. Het ligt in het zuiden van het land en grenst aan de Zwarte Zee in het zuidwesten. De landengte van Perekop verbindt het gebied met de Krim met daarop de Oekraïense autonome republiek Krim die door Rusland in 2014 werd geannexeerd. Ten oosten van de landengte ligt een wirwar van watergebieden, eilanden en schiereilanden die de overgang vormt naar de Zee van Azov. In het westen grenst het oblast aan oblast Mykolajiv, in het noorden aan oblast Dnjepropetrovsk en in het oosten aan oblast Zaporizja. De rivier de Dnjepr stroomt vanuit het oblast Zaporizja door het gebied en gaat via de stad Cherson door een delta met vele eilanden, waarna deze in de Zwarte Zee uitmondt.

## Russische invasie
De oblast Cherson werd vrijwel meteen na het begin van Russische invasie van Oekraïne op 24 februari 2022 doelwit van Russische aanvallen. Delen van de oblast inclusief de stad Cherson werden door Rusland al na amper een week ingenomen.
Op 30 september 2022, ruim een half jaar na het begin van de invasie, werd Cherson onder Russische bezetting eenzijdig door Rusland geannexeerd, na een zwaar omstreden referendum van vijf dagen. Op 5 oktober 2022 ondertekende Poetin de ratificatiewet waarmee de de facto annexatie een feit werd. Deze annexatie wordt door vrijwel de gehele internationale gemeenschap als illegaal gezien, behalve door Noord-Korea dat zich in dezen achter Rusland schaart.
Op 12 november werd Henitsjesk door de uit Cherson verdreven Russen uitgeroepen tot tijdelijke hoofdstad van de oblast Cherson.

## Bestuurlijke indeling
| Plaats          | Oekraïens      | Russisch       | Inwoners (jan 2006) |
| --------------- | -------------- | -------------- | ------------------- |
| Cherson         | Херсон         | Херсон         | 316.056             |
| Nova Kachovka   | Нова Каховка   | Новая Каховка  | 49.885              |
| Kachovka        | Каховка        | Каховка        | 37.964              |
| Olesjky         | Олешки         | Алёшки         | 24.737              |
| Henitsjesk      | Генічеськ      | Геническ       | 20.890              |
| Skadovsk        | Скадовськ      | Скадовск       | 19.185              |
| Hola Prystan    | Гола Пристань  | Голая Пристань | 15.192              |
| Beryslav        | Берислав       | Берислав       | 14.266              |
| Antonivka       | Антонівка      | Антоновка      | 12.847              |
| Novotrojitske   | Новотроїцьке   | Новотроицкое   | 11.259              |
| Tavrijsk        | Таврійськ      | Таврийск       | 11.120              |
| Kalantsjak      | Каланчак       | Каланчак       | 10.259              |
| Tsjaplynka      | Чаплинка       | Чаплинка       | 10.227              |
| Novoaleksijivka | Новоалексіївка | Новоалексеевка | 10.157              |